# خالدة نصرت زورلوتونا
خالدة نُصرت زورلوتونا (بالتركية: Halide Nusret Zorlutuna)‏ (ولدت في عام 1901 في مدينة أسطنبول – توفيت 10 يونيو 1984 في مدينة أسطنبول)؛ شاعرة وكاتبة تركية، لُقِبت بـأم الكاتبات، وقد كانت توجد لها العديد من القصائد التي كتبتها باللغة التركية الحديثة، ولغة المحادثة، وأشعار كتبت بوزن الهجاء.
وكانت والدتها الروائية والشاعرة امينة أشنسو، وجدتها بينار كور.
ولدت خالدة نصرت في أسطنبول عام 1901. وقد كان والدها الصحفى الأرضومى محمد سليم من أولاد زورلو أوغلو، ولكن بعد ذلك قد عرف باسم أفن الله كازمى بأي. اما عمها فقد كان الصحفي المشهور سليمان توفيق أوزرلو أوغلو. وقد أسس والد خالدة نصرت ( أفن الله كازمى بأي) حزب سياسي جديد عرف باسم (جمعية الأمم من فيدكران) في عام 1908، وقد بدأ حركاته بالمعارضة من خلال هذا الحزب، ولذلك اضطر لقضاء باقى حياته في المنافى، والسجون وذلك بسبب حزب الاتحاد والترقي. ولهذا السبب فإن خالدة نصرت كانت ترى والدها قليلا أثناء طفولتها.
وبعد خروجه من السجن بفترة، اتخذ قراراً بالابتعاد عن السياسة، وقد ذهب مع عائلته إلى كركوك، وعمل كمحافظ هناك. وقد كانت خالدة نصرت في هذه الفترة تتلقى دروس خاصة مع معلميها، وقد طورت معرفتها باللغة العربية، واللغة الفارسية. وذكرت سنوات طفولتها التي عاشتها في كركوك وذلك من خلال كتاب الذي كتبته في هذه الفترة.
وبمجرد بدء الحرب العالمية الأولى فقد عادت خالدة هانم مع عائلتها مرة أخرى إلى أسطنبول، واستمرت بالدارسة في مدرسة أرنكوى للفتيات. ولكنها فقدت والدها أثناء دراستها الثانوية. وعقب وفاة والدها فقد قامت بكتابة أول أثر لها (العيون الباكية) في عام 1917، وبهذا الأثر فقد حصلت على المركز الأول في العالم الأدبى في مسابقة الأدب بمجلة الطلبة بالمدرسة.
وبعد أن أنهت تعليمها بالثانوية، فقد درست فترة في قسم اللغة التركية وادابها بكلية الاداب بجامعة أسطنبول لفترة قصيرة. وبسبب ظروفهم الاقتصادية فقد اضطرت للعمل، وقد دخلت إلى امتحانات دار المعلومات، وقد أصبحت بعد ذلك معلمة. وقد أحبت مهنة التدريس كثيرا، وقد بذلت كل ما في جهدها لكى تكون معلمة ناجحة. وعندما كانت تعمل كمعلمة في أسطنبول، فقد استمرت في دراستها بقسم التاريخ بكلية دار الفنون بأسطنبول من ناحية أخرى، وقد تعلمت اللغة الإنجليزية بشكل خاص.

## حياتها فيالتدريس
وقد بدأت خالدة هانم مهنتها بالتدريس في عام 1924 في مكتب المعلمين بأدرنة، ومن بعدها مارست المهنة بالترتيب في كل من : كاركيلى، كارس، أردهان، أورفا، كارامان، أسطنبول ، وانقرة.
وفي عام 1926 فقد تزوجت بالعقيد عزيز وجيه زورلوتونا. وقد استمرت حياتهم الزوجية خمسة وأربعون عاما وذلك حتى وفاة زوجها. وفي عام 1930 فقد انجبت أبنها الأول أرجون ، وفي عام 1938 أنجبت ابنتها أيمين.
وبينما كانت تمارس مهنة التدريس في مدرسة التعليم التقنى للبنات بأنقرة في عام 1957 ، فقد انفصلت واستقالت عن العمل برغبتها على الرغم من حبها لهذه المهنة. وقد جمعت في كتابها ما يسمى ب (اصدقائي الصغار) ، وذلك فيما يتعلق بذكرياتها في مهنة التدريس.

## الحياة الأدبية ونشاطتها
كتبت خالدة نصرت أول مقالة لها عندما كانت تبلغ التاسعة عشرة من عمرها التي عرفت باسم ( الرماد). وقد قامت بنشر روايتها في العديد من الصحف مثل : الكتيبات الوطنية ، المرأة التركية ، المرأة العالمية ، أيدابير ، قاعة النشر ، شنراتلى ، الدعوة ، هلال ، دفنا ، حصار ، عائلة ، الشرف ومجالات الادب التركى ، الوقت ، النصر ، القدرة ، الخبر ، أسطنبول الجديدة ، الصباح ، الحرية.
وقد لفتت انتباه العالم إلى أدبها من خلال أول اثر لها باسم مكتوبات السيدة في عام 1923.
وبدأت تقرض الشعر في هذه السنوات أيضا. وقد انضمت إلى تأثيرات الحرب الأدبية القومية التي بدات بالانفعال والأثارة أثناء الحرب الباردة. وقد كتبت أشعارها هذه الفترة بمشاعرها الوطنية ( الربيع ) . وقد انضمت إلى الاثارة في الشعر من تقييمها لتيار للأدب القومى. وقد حفظت قصائد الشاعر المعروف يحيى كمال ، وقد كانت أول قصيدة تحفظها وتذكرها.
وقد قامت خالدة نصرت بتمثيل العديد من المسرحيات التي كان لها الطابع المسرحى. وبعض اسمائها كان : لا أذكرك ، القفص والحجات ، الرياح ، من المذنب ؟ ، العشق الحقيقى ، احفاد على أسطا ، الورود الفقيرة.

## الحياةالاجتماعيةوالأنشطة
بدأت خالدة نصرت العمل في المؤسسات الاجتماعية والخيرية اعتبارا من سن صغيرة. وقد قدمت خالدة نصرت العديد من الخدمات بالاتحاد النسائي التركى ، المداخن التركية ، مؤسسات المجتمع ، نقابة المعلمين ، الجمعيات الخيرية ، جمعيات الدفاع عن حقوق الاطفال ، وكالة حماية الطفل. وفي عام 1959 فقد تولت إدارة جمعية الأمهات التركية. وقد كانت واحدة من مؤسسين مجمع اللغة التركية.
وفي عام 1975 فقد حصلت على لقب ( ام الكاتبات السيدات ) ( ام المحررات) ، وذلك في اجتماع ، ومعرض الذي نظمته منظمة البحوث والتحقيق للمرأة).
اما في عام 1983 فقد عينت كمشرف عام على خدمة مهنة الصحافة ، وعينت كمدير عام للصحافة العامة.
وقد توفيت خالدة نصرت في 10 يونيو 1984 في أسطنبول.

## أعمالها الهامة

### الشعر
-الأحزان في الليل (1930)
-سهل سونغ (1943)
-الوطن من الزوايا الأربع (1950)
-الأيدى الفارغة (1967)
-الربيع
-الحب

### الروايات
-الرماد (1921)
-الليالى الصامتة (1922)
-من والد الورود (1933)
-العشق والنصر (1966)
-الباب المشرق (1974)
-الجدة (1971)
-الأبيض السرو (رواية السيرة الذاتية)

## الحكاية

### الذكريات
-أصدقائي الصغار (1948)
-رواية المرحلة (1978)

### الرسائل
-مكتوبات السيدة (1923)